# Proasellus elegans
Proasellus elegans és una espècie de crustaci isòpode pertanyent a la família dels asèl·lids.

## Hàbitat
Viu a l'aigua dolça.

## Distribució geogràfica
Es troba a Europa: la vall del riu Bela Reka (Romania).